# Susan León
Susana María de los Milagros León Cavassa (Lima, 21 de agosto de 1967), más conocida como Susan León es una exmodelo, actriz y conductora de televisión peruana.

## Biografía
Realizó sus estudios escolares en el Colegio Sagrados Corazones Recoleta de la ciudad de Lima. 
Ingresó a la Universidad de Lima para estudiar Ciencias de la Comunicación, carrera que dejó para dedicarse al modelaje. Susan León estudió teatro en la Escuela Superior Nacional de Arte Dramático y luego Educación en la Universidad Ricardo Palma.
Desde muy joven, trabajó como modelo publicitaria y de comerciales de televisión.
Concursó en el certamen de belleza Miss Perú Latina de 1987.
En abril de 1988 participó en Miss Perú representando al departamento de Piura, en donde fue elegida como Miss Internacional. Viajó a la ciudad de Gifu, Japón para el certamen Miss Internacional 1988, en el cual quedó como semifinalista (Top 15).
De regreso en Perú, participó como coanimadora del programa de televisión Fantástico de Panamericana Televisión.
En 1993 comenzó a conducir el programa Una noche con Susan, el cual consistía en entrevistas a distintos personajes del espectáculo, inspirado en A la cama con Moria de Moria Casán. En simultáneo, formó su propia academia de moda y en 1995 constituyó su productora de espectáculos.
En 1998 participó en la comedia de situación Pisco Sour del productor Luis Llosa.
A finales de la década de 1990, León participó en siete películas desde México, entre las que destacan La paloma y El Gavilán, Tiro de gracia, Ángel de la noche. Mientras tanto, se dedicó temporalmente a un proyecto de álbum musical de dance pop que no pudo concretarse. El proyecto fue producido por Alberto Núñez e incluía la canción «Fray Martín» de Chabuca Granda.
En 2003 fue parte de la telenovela Demasiada belleza producida por Michel Gomez para Frecuencia Latina. Además participó de la obra Varieté Latina de César De María dirigida por Diego La Hoz. En 2004 participó en la teleserie Mil oficios. En 2005 condujo su propio programa Susan y la calle para Radio Unión.
En 2008 participó en la miniserie Era de capos, bajo el personaje La Gringa, a la vez que fue invitada a la producción Diablos azules.
En 2009 participó en la obra de teatro Griegas, malditas griegas. Al año siguiente participó en la película Rehenes.

## Carrera

### Programas de televisión
- El gran chef famosos (2023)
- Una noche con Susan (1993)
- Fantástico (1989-1992)

### Series y telenovelas
- Al fondo hay sitio (2015-2016) como Edith San Román
- Magnolia Merino (2008) como Cynthia
- Diablos azules (2008) como Lucía
- Misterio (2004) como trabajadora de Eros[13]
- Mil oficios (2003-2004) como Grimanesa
- Demasiada belleza (2003)
- Pisco Sour (1998)
- Pataclaun (1998)
- Bouleverd Torbellino (1998) como Reneé

### Películas
- El último verano (2016)
- Rehenes (2010)
- Ángel de la noche (2001)
- Balas salvajes (1999)
- Botas Texanas y balas salvajes (1999)
- Tiro de gracia
- La paloma y El Gavilán (1998)

### Teatro
- El mitin (2016)
- El gato con botas (2016)
- Bernarda (2014)
- Si mi mundo fuera así (2010)
- La última tentación de Cristo (2010)
- Griegas, malditas griegas (2009)
- El lago de los cisnes (2007)
- El club de las mal casadas (2005)[14]
- Varieté Latina (2003)
- La silla (2003)
- La bella durmiente del bosque - debut género teatro infantil (2003)
- Pasión sin vida (2004) como Leonor La Rosa
- La cena de los tarados (2001)
- El matrimonio perjudica seriamente la salud (1999)